# یواس‌سی و جی‌اس تاکو
یواس‌سی و جی‌اس تاکو (به انگلیسی: USC&GS Taku) یک کشتی است که طول آن ۷۰٫۶ فوت (۲۱٫۵ متر) می‌باشد. این کشتی در سال ۱۸۹۸ ساخته شد.